# Stephen Gray
Stephen Gray (diciembre de 1666, Canterbury; 7 de febrero de 1736, Londres) fue un físico y científico natural inglés, conocido principalmente por sus aportaciones en el campo de la conductividad eléctrica.

## Biografía y obra
Gray se dedicó inicialmente a la astronomía (aproximadamente a partir de 1690), área del saber en la que hizo algunas contribuciones a la medición de eclipses de sol y luna, dedicándose además a la observación astronómica de las manchas solares y al estudio de los satélites de Júpiter.

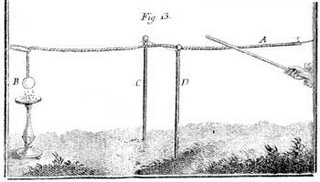
Experimento de Stephen Gray y Granville Wheler en 1730

Desde 1702 reorientó su trabajo como investigador hacia la electricidad y más adelante, más precisamente hacia el tema de la conductividad eléctrica. Su aporte más notable ( publicado en 1729) es el hallazgo de que la electricidad puede ser conducida a través de un cuerpo conductor. Este descubrimiento suele describirse como "uno de los más importantes del siglo XVIII en el área de la electricidad", habría sido un producto relativamente casual, mientras experimentaba con las propiedades de atracción en la electricidad estática, que originalmente estudiaba.
Más adelante estableció una primera clasificación de los cuerpos respecto de su conductividad eléctrica, listando los materiales conductores y los no conductores o «aislantes», trabajo que realizó en conjunto con los investigadores G. Wheler y J. Godfrey.
Sus investigaciones en el campo de la electricidad lo hicieron merecedor de los dos primeros otorgamientos de la medalla Copley por la Royal Society  en dos años sucesivos (en 1731 y en 1732).
En sus experimentos también descubrió que para que la electricidad pudiera circular por el conductor, este tenía que estar aislado de tierra.
A pesar de sus grandes contribuciones, se conocen muy pocos datos biográficos exactos sobre Gray. Una posible explicación para esta enigmática situación la ha aportado Robert A. Chipman, quien sugiere que Stephen Gray había sido amigo de una persona que a su vez no era del agrado de Newton. Por este motivo, Gray habría caído en desgracia con Newton en circunstancias de que este último había tomado posesión del cargo de presidente de la Royal Society y habría sido marginado del mundo científico. Su reintegro y rehabilitación, según este autor, solo habría sido posible tras la muerte de Newton.

## Recepción e influencia posterior
Los trabajos de Gray sirvieron de base para que Charles François de Cisternay du Fay distinguiera en 1733 dos «formas» o «tipos de electricidad» (hoy se dice dos formas distintas de carga eléctrica) en concordancia con sus observaciones de electrización por frotamiento:
la «electricidad vítrea» que se produce al frotar vidrio y la «electricidad resinosa», producida al frotar objetos de ese material. Dufay observó que dos cuerpos que estaban cargados con el mismo «tipo de electricidad» se repelen, mientras dos cuerpos que estaban electrizados con tipos distintos se atraían entre sí.

## Obra publicada
- Part of a Letter from Mr Gray, concerning an Unusual Parhelion and Halo. En: Philosophical Transactions. Vol. 22, 1700, p. 535, doi 10.1098/rstl.1700.0021.
- Part of a Letter from Mr Stephen Gray to the Publisher, containing His Observations on the Fossils of Reculver Clisfe, and a New Way of Drawing the Meridian Line, With a Note on This Letter by the Publisher. En: Philosophical Transactions. Vol. 22, 1700, pp. 762–764, doi 10.1098/rstl.1700.0068.
- A Letter from Mr Stephen Gray, concerning Drawing the Meridian Line by the Pole Star, and Finding the Hour by the Same. En: Philosophical Transactions. Vol. 22, 1700, pp. 815–819, doi 10.1098/rstl.1700.0079.
- Part of Two Letters from Mr Stephen Gray, concerning the Spots of the Sun, observ'd by Him in June Last. En: Philosophical Transactions. Vol. 23, 1702, pp. 1502–1504, doi 10.1098/rstl.1702.0066.
- An Account of Some New Electrical Experimentp.. By Mr. Stephen Gray. En: Philosophical Transactions. Vol. 31, 1720, pp. 104–107, doi 10.1098/rstl.1720.0025.
- A Letter to Cromwell Mortimer, M. D. Secr. R. S. Containing Several Experiments concerning Electricity; By Mr. Stephen Gray. En: Philosophical Transactions. Vol. 37, 1731, p.. 18–44, doi 10.1098/rstl.1731.0005.
- A Letter concerning the Electricity of Water, from Mr. Stephen Gray to Cromwell Mortimer, M. D. Secr. R. p... En: Philosophical Transactions. Vol. 37, 1731, pp. 227–260, doi 10.1098/rstl.1731.0040.
- A Letter from Mr. Stephen Gray to Dr. Mortimer, Secr. R. p.. Containing a Farther Account of His Experiments concerning Electricity. En: Philosophical Transactions. Vol. 37, 1731, p.. 285–291, doi 10.1098/rstl.1731.0050.
- Two Letters from Mr. Stephen Gray, F. R. S. to C. Mortimer, M. D. Secr. R. p.. Containing Farther Accounts of His Experiments concerning Electricity. En: Philosophical Transactions. Vol. 37, 1731, pp. 397–407, doi 10.1098/rstl.1731.0067.
- A Letter from Mr. Stephen Gray, F. R. S. to the Publisher, Containing an Account of the Same Eclipse of the Sun, as Observed by Himself at Norton-Court: And at Otterden-Place, by Granville Wheler Esq; F. R. S. Both in Kent. En: Philosophical Transactions. Vol. 38, 1733, pp. 114–116, doi 10.1098/rstl.1733.0021.
- Experiments and Observations upon the Light That is Produced by Communicating Electrical Attraction to Animal or Inanimate Bodies, Together with Some of Its Most Surprising Effects; Communicated in a Letter from Mr. Stephen Gray, F. R. S. to Cromwell Mortimer, M. D. R. S. Secr. En: Philosophical Transactions. Vol. 39, 1735, p.. 16–24, doi 10.1098/rstl.1735.0006.
- A Letter from Stephen Gray, F. R. S. to Dr. Mortimer, Secr. R. p.. Containing Some Experiments Relating to Electricity. En: Philosophical Transactions. Vol. 39, 1735, p.. 166–170, doi 10.1098/rstl.1735.0028.
- Mr. Stephen Gray, F. R. S. His Last Letter to Granville Wheler, Esq; F. R. S. concerning the Revolutions Which Small Pendulous Bodies Will, by Electricity, Make Round Larger Ones from West to East as the Planets do Round the Sun. En: Philosophical Transactions. Vol. 39, 1735, pp. 220, doi 10.1098/rstl.1735.0044.
- An Account of Some Electrical Experiments Intended to be Communicated to the Royal Society by Mr. Stephen Gray, F. R. p.. Taken from His Mouth by Cromwell Mortimer, M. D. R. S. Secr. on Feb. 14, 1735-6. Being the Day before He Died. En: Philosophical Transactions. Vol. 39, 1735, pp. 400–403, doi 10.1098/rstl.1735.0082.